# Barylypa prolata
Barylypa prolata là một loài tò vò trong họ Ichneumonidae.